# Karol Wierczak

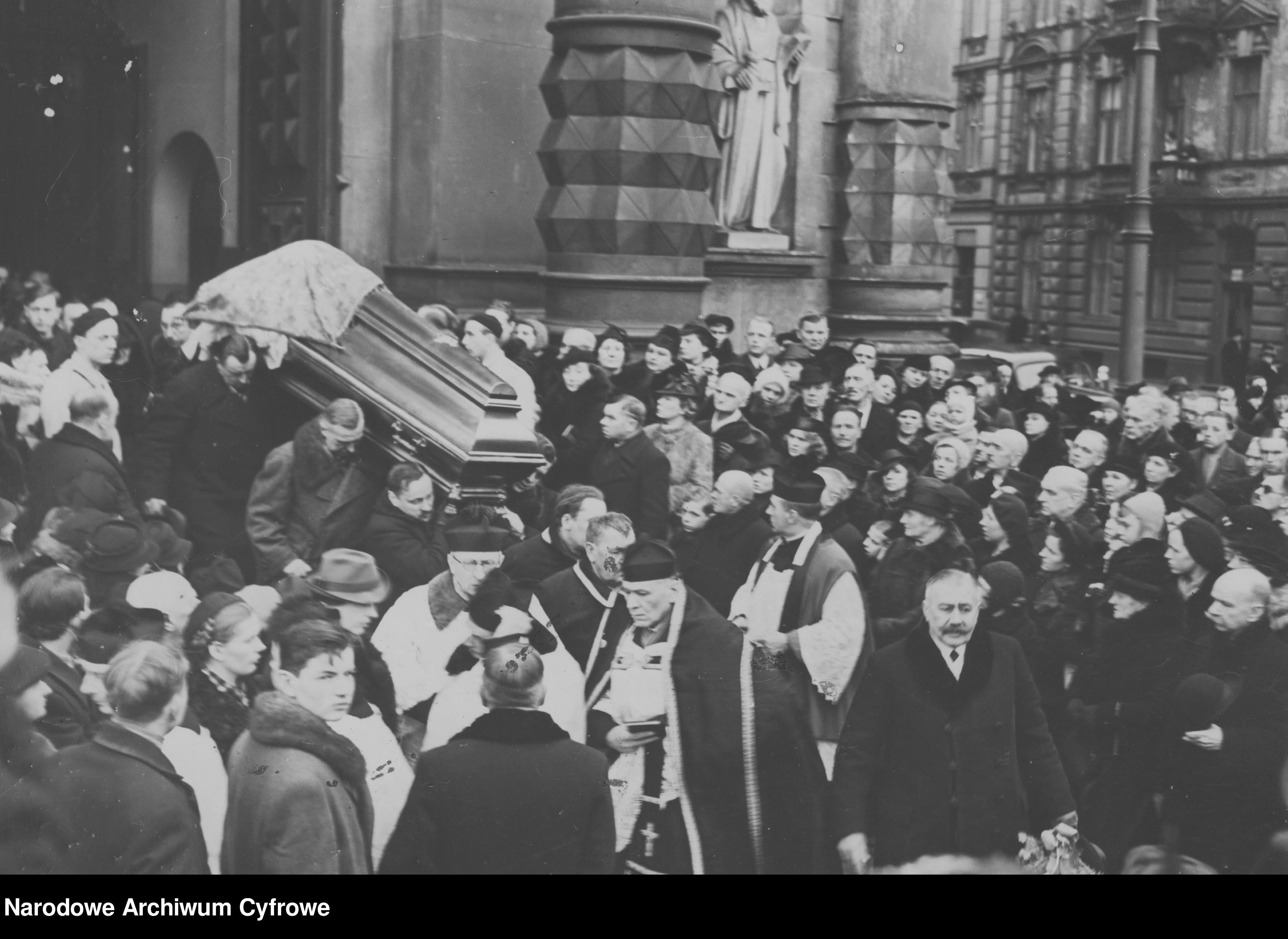
Pogrzeb Karola Wierczaka

Karol Wierczak (ur. 4 marca 1887 w Zręcinie, zm. 24 marca 1939 w Warszawie) – polski dziennikarz, polityk i działacz społeczny, wiceprezes Stronnictwa Narodowego, poseł na Sejm I, II i III kadencji w II RP z ramienia Związku Ludowo-Narodowego oraz Stronnictwa Narodowego.

## Życiorys
Był synem Edwarda i Marii z Czajkowskich. Ukończył Gimnazjum w Samborze, następnie filologię polską na Uniwersytecie we Lwowie. W wieku lat 17 związał się z ruchem narodowym. Działał w organizacjach społecznych: Polskim Towarzystwie Gimnastycznym „Sokół”, Towarzystwie Szkoły Ludowej oraz Polskiej Macierzy Szkolnej. Działał również na rzecz edukacji i spółdzielczości chłopów. Redagował krakowską „Ojczyznę” – pismo narodowych demokratów skierowane do ludności zaboru austriackiego, ponadto pracował i publikował teksty w: „Gazecie Polskiej”, „Słowie Polskim” i „Gońcu” oraz kierował sekretariatem Stronnictwa Narodowo-Demokratycznego na Małopolskę.

### I wojna światowa
Przed I wojną światową był członkiem Drużyn Bartoszowych. Po wybuchu wojny współorganizował Legion Wschodni, którego żołnierze odmówili złożenia przysięgi na wierność władcy Austro-Węgier, w wyniku czego jednostka została rozwiązana. Poszukiwany przez austriacką żandarmerię polową, udał się wraz z ówczesnym prezesem Stronnictwa Narodowo-Demokratycznego do Żytomierza na Wołyniu, gdzie rozpoczął działalność oświatową na rzecz ludności polskiej. Był Sekretarzem Generalnym Polskiej Macierzy Szkolnej na Wołyniu. W 1916 roku został członkiem Ligi Narodowej. Ponadto był członkiem Ligi Pogotowia Wojennego, Komitetu Wykonawczego na Rusi oraz Rady Polskiej Zjednoczenia Międzypartyjnego przy II Korpusie Wojsk Polskich w Rosji. Towarzyszył gen. Józefowi Hallerowi w pochodzie jego wojsk z Sorok do Kaniowa. Relacje ze swojej ówczesnej działalności spisał w opublikowanych przez siebie wspomnieniach wojennych.

### Lata międzywojenne

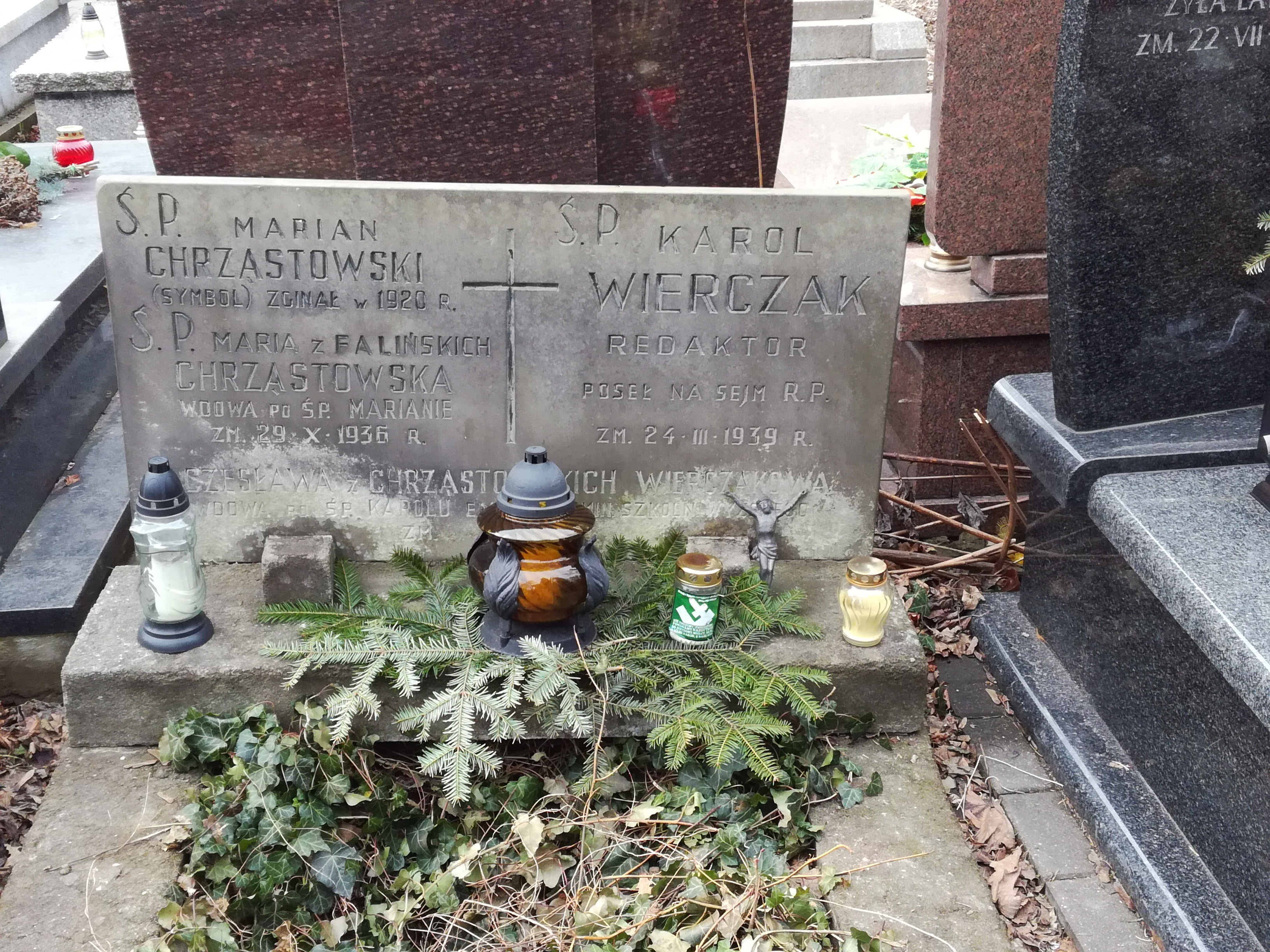
Grób Karola Wierczaka na cmentarzu Bródnowskim

Po powrocie do kraju został redaktorem naczelnym „Zorzy” i współpracownikiem „Gazety Porannej Warszawskiej”. Od 1920 roku działał w Wydziale Propagandy Armii Ochotniczej. Angażował się nieustannie w działalność Polskiej Macierzy Szkolnej, wszedł w skład jej Zarządu Głównego. W 1922 roku został po raz pierwszy posłem z list Związku Ludowo-Narodowego. W wyniku II Wszechpolskiego Zjazdu Związku Ludowo-Narodowego został mianowany Sekretarzem Generalnym partii. Przez następne 13 lat, aż do roku 1935 był posłem i członkiem prezydium zarządu Klubu Narodowego. Po utworzeniu Stronnictwa Narodowego, od października 1928 roku, był jego Sekretarzem Generalnym oraz wchodził do Komitetu Politycznego. W 1935 roku został, obok Tadeusza Bieleckiego i Stanisława Jasiukowicza, jednym z trzech wiceprezesów Stronnictwa. Odpowiadał wtedy za sprawy samorządowe. W ramach SN, a wcześniej ZLN często wizytował struktury terenowe partii oraz występował w terenie jako prelegent na zebraniach i wiecach. W 1937 pełnił krótko obowiązki prezesa partii. Po rozwiązaniu Ligi Narodowej został członkiem powołanej w jej miejsce tajnej organizacji narodowej „Straż”. Był pomysłodawcą powołania Stowarzyszenia Bezrobotnych Pracowników Umysłowych oraz robotniczej milicji narodowej pod nazwą „Kluby Sportowe”, mających zastąpić rozwiązaną przez MSW Straż Narodową.
Od 24 sierpnia 1918 roku był mężem Czesławy Chrząstowskiej.
Zmarł 24 marca 1939 roku w Warszawie. Po mszy żałobnej odprawionej przez swojego przyjaciela ks. Marcelego Nowakowskiego, w kościele Zbawiciela w Warszawie, został pochowany na cmentarzu Bródnowskim (kwatera 12B-3-7).